# R-142

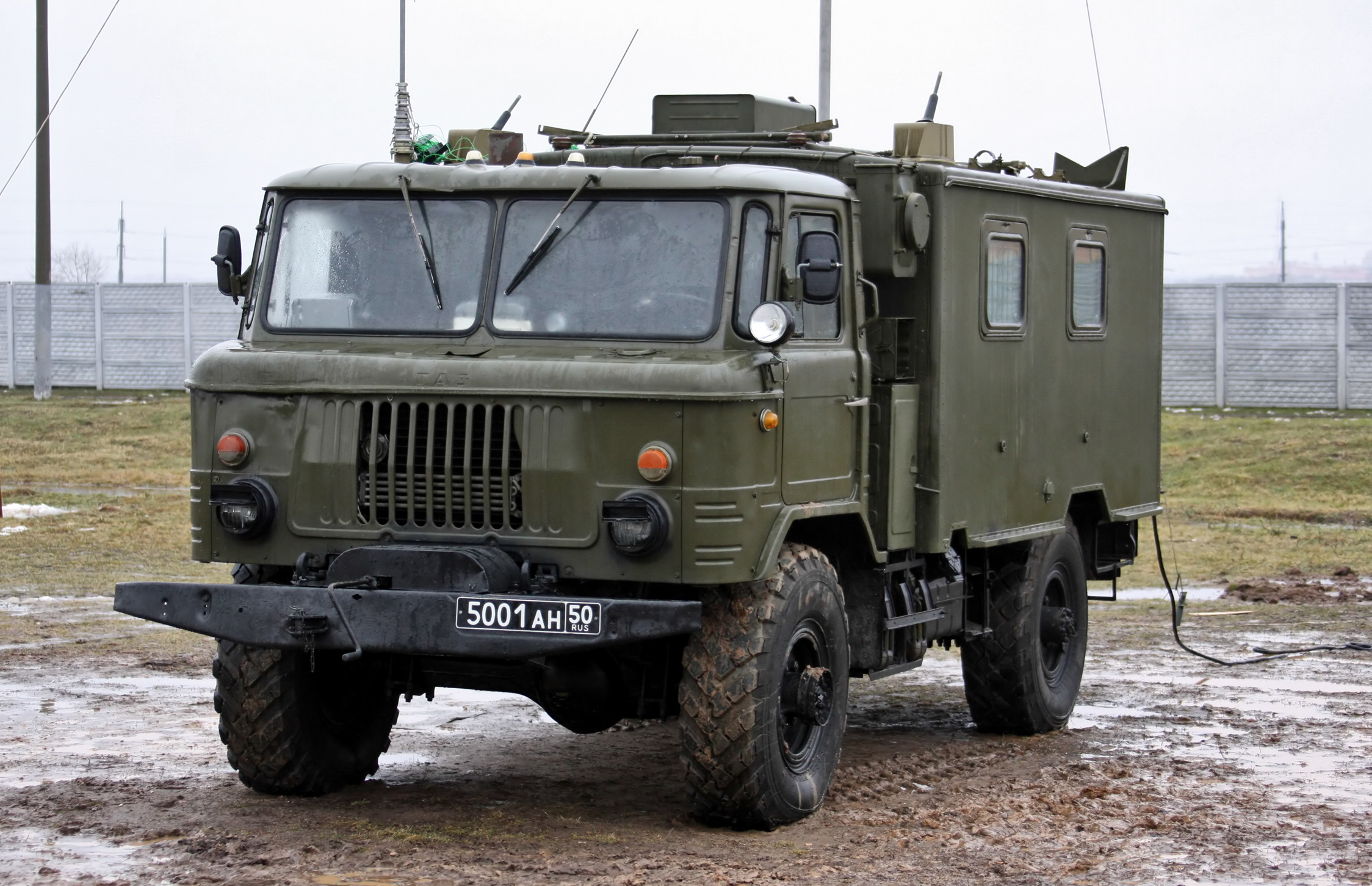
Funkgerätesatz R-142

Die R-142 (russisch Р-142) ist ein Funkgerätesatz. Das in der Sowjetunion entwickelte Gerät wurde in der Sowjetarmee und anderen Streitkräften vorrangig als Führungsfahrzeug und zur Sicherstellung des Funkverkehrs der taktischen und operativen Führungsebene eingesetzt. Durch Einrüstung von Schlüsselgeräten war die Übertragung verschlüsselter Sprach- und Dateninformationen möglich. Da die genutzten Funkgeräte zwischenzeitlich veraltet sind, wurde der Funkgerätesatz in den russischen Streitkräften mittlerweile durch die Fahrzeuge der R-149BM-Familie abgelöst.

## Konstruktion

### Aufbau des Satzes
Der Funkgerätesatz besteht aus
- dem Basisfahrzeug
- mehreren eingerüsteten Funkgeräten
- optional einrüstbaren Chiffriergeräten
- dem Elektroaggregat AB-1P/30-M1

### Basisfahrzeug
Als Basisfahrzeug kommt ein geländegängiger Lkw GAZ-66 zum Einsatz. Die Funkgeräte und andere Ausrüstung wurde in einem Kofferaufbau installiert. 
Das Fahrzeug war mit einer Filterventilationsanlage ausgerüstet, die Schutz vor radioaktivem Niederschlag sowie vor chemischen und biologischen Kampfstoffen bot.

### Funkgeräte
Der Funkgerätesatz war mit einem Funkgerät R-130, zwei Funkgeräten R-111, einem Funkgerät R-109 mit Magnetbandgerät P-180 und einem Panzerfunkgerät R-123 ausgerüstet. 
Bei der R-130 handelt es sich um ein Kurzwellenfunkgerät, das im Frequenzbereich von 1,5 bis 10,99 MHz. Bei einer Sendeleistung von 12 bis 40 W wurde mit einer Stabantenne eine Reichweite von 20 bis 50 km, bei Verwendung einer Dipolantenne von bis zu 350 km erreicht.
Die R-111 ist ein UKW-Funkgerät mit Frequenzmodulation, das auch zur Datenübertragung genutzt werden konnte. Das Gerät verfügte über 1281 Festfrequenzen im Frequenzbereich von 20 bis 52 MHz. Bei einer Sendeleistung von 75 W war mit der Stabantenne in der Bewegung eine Reichweite von 25 bis 35 km, im Stand von 50 bis 60 km möglich.
Die R-123, ebenfalls ein UKW-Funkgerät mit Frequenzmodulation, hatte einen nutzbaren Frequenzbereich von 20 bis 51,5 MHz. Bei einer Sendeleistung von 20 W lag die Reichweite bei ungefähr 20 km.
Für den Einsatz zur Jägerleitung wurde ein UKW-Funkgerät des Typs R-809 eingerüstet. Das R-809 nutzte die Amplitudenmodulation als Modulationsart und hatte eine Sendeleistung von 0,5 W. Zusätzlich war noch ein Magnettongerät P-180 zur Aufzeichnung und Wiedergabe des Funkverkehrs vorhanden. Das Gerät verwendete handelsübliche Tonbänder als Aufzeichnungsmedium.
Optional konnten verschiedene Schlüsselgeräte, wie beispielsweise das Sprachschlüsselgerät T 219 eingerüstet werden. Mit dem T 219 konnten gedeckte Ferngespräche mit begrenzter Sicherheit über KW- und UKW-Kanäle sowie über Richtfunk- und Drahtnachrichtenkanäle sichergestellt werden.